# Moulin Rouge (film 1952)
Moulin Rouge è un film del 1952 diretto da John Huston che narra la vita del pittore francese Henri de Toulouse-Lautrec.

## Trama
Tratto dall'omonimo romanzo dello scrittore francese Pierre La Mure, il film narra la vita di Henri Toulouse-Lautrec, pittore francese tra i più significativi del suo tempo. Lasciati gli agi nobiliari della casa di famiglia, Henri vive e sopravvive nella Parigi bohémienne di fine Ottocento, dedicandosi alla pittura, ma è segnato dalla deformità fisica dovuta a una caduta dalle scale al tempo dell'adolescenza. Il suo regno è il Moulin Rouge, dove realizza manifesti e ritratti dei personaggi che vi lavorano o vi ruotano intorno, ignaro che passeranno alla storia proprio grazie a lui.
Salvata una prostituta, Marie Charlet, dalla galera (siamo nel 1890), ne diventa l'amante, ma il pessimo carattere, la coscienza del proprio handicap fisico e i continui tradimenti e sbalzi d'umore della donna gli impediscono di vivere pienamente questa storia d'amore. Tormentato dalla solitudine, vorrebbe togliersi la vita, ma viene trattenuto dalla forza dell'amore per l'Arte. 
Innamoratosi di nuovo, questa volta (siamo nel 1900) di un'indossatrice a sua volta delusa in amore, Myriamme, Henri non si rende conto che anche la donna è innamorata sinceramente di lui e della sua arte, e la allontana. Pentito di questa scelta e sempre più solo, si dà all'alcol e, dopo un'altra caduta, va a morire nella villa di famiglia. Al suo capezzale accorrono, per salutarlo, i fantasmi dei personaggi da lui ritratti ai tempi d'oro del Moulin Rouge.

## Produzione
Ispirato alla biografia romanzata del 1950 di Pierre La Mure, da cui era già stato tratto un testo teatrale di successo, il film fu prodotto dallo stesso Huston con l'aiuto dell'inglese Romulus Film. Più che dal libro di La Mure, si può dire però che il film sia stato tratto dai dipinti e manifesti dello stesso Toulouse-Lautrec, che alcune inquadrature rendono alla perfezione.
Per permettere a José Ferrer di impersonare realisticamente Toulouse-Lautrec (che aveva una deformazione fisica alle gambe), si usarono tutte le possibili risorse di trucco, costumi e controfigure. Ma per molte scene furono utilizzate speciali ginocchiere, progettate dallo stesso Ferrer, che gli permettevano di camminare in ginocchio con dei finti piedi attaccati alle ginocchia.

## Distribuzione e accoglienza
Alla Mostra di Venezia del 1953 il film ottenne il Leone d'Argento, da una giuria presieduta dal poeta Eugenio Montale, «per la nobiltà dell'impegno e il colore con cui ha fuso nella biografia di Toulouse-Lautrec gli stimoli della sua arte in uno spettacolo di raro splendore cromatico».
In America i rappresentanti dell'American Legion organizzarono picchetti davanti alle sale in cui si proiettava il film, da loro ritenuto immorale per via di alcune immagini e anche della storia in sé; ma Huston, che si trovava in Europa, volò negli Stati Uniti per andare a parlare di persona con coloro che cercavano di sabotare il film e riuscì a convincerli.
La maggior parte dei critici ne apprezzò le qualità figurative molto più della narrazione in sé, ritenuta da alcuni troppo melodrammatica, ma tutti furono d'accordo sulla bellezza della lunga sequenza iniziale, «un quarto d'ora di cinema sontuoso» in cui sono descritti «con virtuosismo plastico-figurativo non fine a se stesso» la vita e i personaggi reali – o perlomeno così raffigurati da Lautrec – del Moulin Rouge di fine Ottocento, grazie a un «ritmico innesto di carrellate, panoramiche e aeree volute della cinepresa».
Ugualmente apprezzato il toccante finale in cui la riapparizione fantasmatica dei personaggi di un tempo nella camera del pittore morente «non è soltanto un espediente retorico» o un coup de théâtre, ma una intelligente soluzione narrativa che attenua i toni melodrammatici e sottolinea la continuità dell'arte oltre la vita.

## Curiosità
Il ritratto di Marie Charlet che si vede nel film e che vi riveste un ruolo di primaria importanza non è in realtà un'opera autentica di Toulouse-Lautrec, ma fu realizzato appositamente per il film prendendo a modello l'interprete del personaggio, Colette Marchand.
La canzone scritta da Georges Auric per il film si intitola Where Is Your Heart, ma nel film (dove viene eseguita integralmente da Zsa Zsa Gábor, doppiata da Muriel Smith, nella lunga sequenza iniziale) ha come titolo It's April Again e il verso "Where Is Your Heart" non vi compare nemmeno. Più conosciuta comunque come The Song from Moulin Rouge, divenne molto popolare e nell'esecuzione orchestrale di Mantovani salì al primo posto delle classifiche discografiche nel Regno Unito.

## Riconoscimenti
- 1953 - Premio Oscar
  - Migliore scenografia a Paul Sheriff e Marcel Vertès
  - Migliori costumi a Marcel Vertès
  - Candidatura Miglior film a John Huston
  - Candidatura Migliore regia a John Huston
  - Candidatura Miglior attore protagonista a José Ferrer
  - Candidatura Miglior attrice non protagonista a Colette Marchand
  - Candidatura Miglior montaggio a Ralph Kemplen
- 1953 - Golden Globe
  - Miglior attrice debuttante a Colette Marchand
- 1954 - Premio BAFTA
  - Candidatura Miglior film
  - Candidatura Miglior film britannico
  - Candidatura Miglior attrice debuttante a Colette Marchand
- 1953 - Festival di Venezia
  - Leone d'Argento a John Huston
  - Candidatura Leone d'Oro a John Huston